# Fabrice Guy
Fabrice Jean-Marie Guy (Pontarlier, 30 december 1968) is een Frans noordse combinatieskiër.

## Carrière
Guy nam viermaal deel aan de Olympische Winterspelen. In eigen land in 1992 won Guy de gouden medaille, zes later in Nagano won Guy met het Franse team de bronzen medaille op de estafette. Guy won in totaal zes wereldbekerwedstrijden en in het seizoen 1991-1992 het eindklassement van de wereldbeker.

## Belangrijkste resultaten

### Olympische Winterspelen
| Editie | Plaats      | Resultaten                   |
| ------ | ----------- | ---------------------------- |
| 1988   | Calgary     | 20e individueel 8e estafette |
| 1992   | Albertville | individueel · 4e estafette   |
| 1994   | Lillehammer | 17e individueel 6e estafette |
| 1998   | Nagano      | 29e individueel · estafette  |

### Wereldkampioenschappen noordse combinatie
| Jaar | Plaats              | Resultaten              |
| ---- | ------------------- | ----------------------- |
| 1991 | Val di Fiemme       | estafette               |
| 1997 | Trondheim           | individueel             |
| 1999 | Ramsau am Dachstein | 39e sprint 4e estafette |